# Robert Baxa
Robert Baxa (* 14. září 1973 Stod) je český právník se specializací na právo veřejných zakázek a informační technologie, a odborník na digitalizaci a kybernetickou bezpečnost. V letech 2015 až 2017 první náměstek ministryně práce a sociálních věcí Michaely Marksové.

## Život
V letech 1988–1992 studoval na Střední průmyslové škole Klatovy. V roce 2006 dokončil studium na Vysoké škole aplikovaného práva a získal titul Bc. V roce 2008 získal na Bratislavské vysoké škole práva titul Bc., v roce 2010 zde získal i titul Mgr. V roce 2016 dokončil studium v Ústavu práva a právní vědy a získal titul LL.M. Je držitelem celé řady profesních certifikací v oblasti informačních technologií a projektového managementu, např. ITIL, projektového manažera dle normy 10006, IPMA nebo řízení jakosti dle ISO 9000.
Působil v manažerských pozicích v oblasti dopravy a informačních technologií. V letech 2013–2014 byl poradcem pro legislativu, právo a informační technologie v Kanceláři Poslanecké sněmovny PČR. Od roku 2014 zastával na Ministerstvu práce a sociálních věcí nejprve pozici vrchního ředitele a poté od roku 2015 náměstka sekce informačních technologií. Od prosince téhož roku byl jmenován prvním náměstkem ministryně práce a sociálních věcí Michaely Marksové, kdy mj. měl na starosti problematiku sociálního dialogu, koordinaci legislativy sociálně-zdravotního pomezí, a také agendu vědy, výzkumu a inovací. 
Na konci roku 2015 odvrátil hrozbu stávky řidičů autobusů, kdy se mu podařilo systémově vyřešit dlouholetý problém nedostatečně nastavené výše jejich odměňování. Obdobně napomohl k dosažení dohod v případě dalších vyjednávání mezi zaměstnavateli a odborovými organizacemi., např. v maloobchodu nebo v roce 2016 v týmu premiéra Sobotky řešil růst tarifních ve zdravotnictví, posudkovém lékařství, školství a ostatních zaměstnanců veřejného sektoru. Jako předseda politicko-odborné pracovní skupiny pro odměňování státních zaměstnanců řídil v letech 2016 a 2017 mezirezortní spolupráci ministerstva financí, ministerstva vnitra a ministerstva práce a sociálních věcí, jejímž výsledkem byla úprava zákona o státní službě a odměňování státních zaměstnanců. Byl významným iniciátorem digitalizace ve státní správě – v období 2014 až 2018 zastával pozici místopředsedy Rady vlády pro informační společnost. V roce 2016 inicioval vznik tzv. e-neschopenky, která má významný hospodářský přínos do fungování České republiky, neboť umožňuje vystavování neschopenky bez papírových dokumentů a osobních návštěv. Pozitiva jejího zavedení byla patrná zejména v době covid-19. 
Je ženatý a má čtyři děti. Žije v Klatovech.

## Politická angažovanost
Ve volbách do Senátu PČR v roce 2024 kandidoval jako nezávislý v obvodu č. 11 – Domažlice. Se ziskem 8,34 % hlasů skončil na 6. místě, a senátorem se tak nestal.

## Kontroverze
Baxa působil v letech 2015 až 2017 jako náměstek pro řízení sekce informačních technologií na MPSV ČR. Nejvyšší kontrolní úřad však podle zprávy z roku 2018 našel v IT MPSV ČR chyby za 1,7 miliardy korun. Zpráva NKÚ upozornila na zakázky zadané bez soutěže, nedodržování termínů nebo plýtvání. NKÚ rovněž zjistil, že si MPSV ČR najalo firmu Axiumdata, která neměla zaměstnance, sídlila na virtuální adrese a měla pouze minimální tržby. Podle dokumentů odváděl konkrétní práci Petr Baxa, bratr Roberta Baxy.
Z výsledků vyšetřování zabývající se rolí ministryně Michaely Marksové a jejího náměstka Roberta Baxy vyplynulo, že podněty nevedly ke zjištění porušení právních předpisů.
V červenci 2019 začal pracovat ve společnosti DXC Technology, která v době Baxova působení na Ministerstvu práce a sociálních věcí ČR dostala stovky milionů korun na zakázkách.